# Craig Harrison

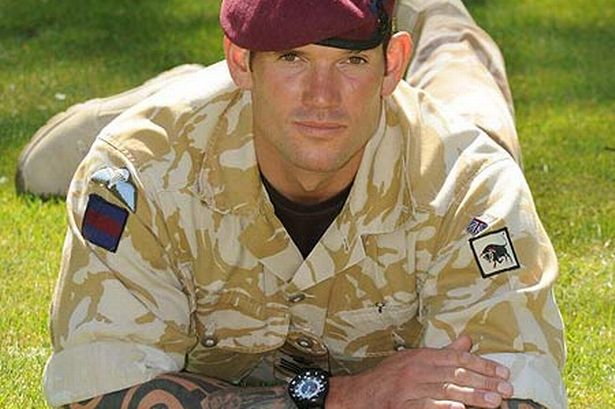
Craig Harrison

Craig Harrison (nació en 1974) es un Cabo Primero de la caballería perteneciente a la división de Blues and Royals RHG/D del ejército de tierra del Reino Unido "British Army", actualmente tiene el récord del tiro más largo en combate, a una distancia de 2475 metros. En noviembre de 2009, su tiro excedió la distancia del récord en ese entonces que era de 2430 metros el cual lo había establecido el tirador Rob Furlong en 2002. Este tiro récord fue certificado por los Guinness World Records.

## Características del Récord
En noviembre del año 2009, Harrison suprimió consecutivamente a dos tiradores Talibanes en el sur de Musa Quala, en la provincia de Helmand en Afganistán. A una distancia de 2475 metros de distancia con un fusil de precisión de la marca Accuracy International. Este fusil tiene un cerrojo manual, es decir, la capacidad de tiro es muy limitada debido a que con cada disparo se debe cargar nuevamente. 
En una entrevista con la BBC, Harrison dijo que a él y a su observador les tomó 9 tiros para poder acertar contra los agresores talibanes. Mencionó que cuando el primer tiro acertó en el talibán lo había inutilizado, el segundo tiro mató al otro talibán y el tercero rompió el arma de uno de los agresores.
En el informe, Harrison menciona que las condiciones ambientales eran perfectas para realizar un tiro de largo alcance: Sin viento, humedad idónea y visibilidad clara.

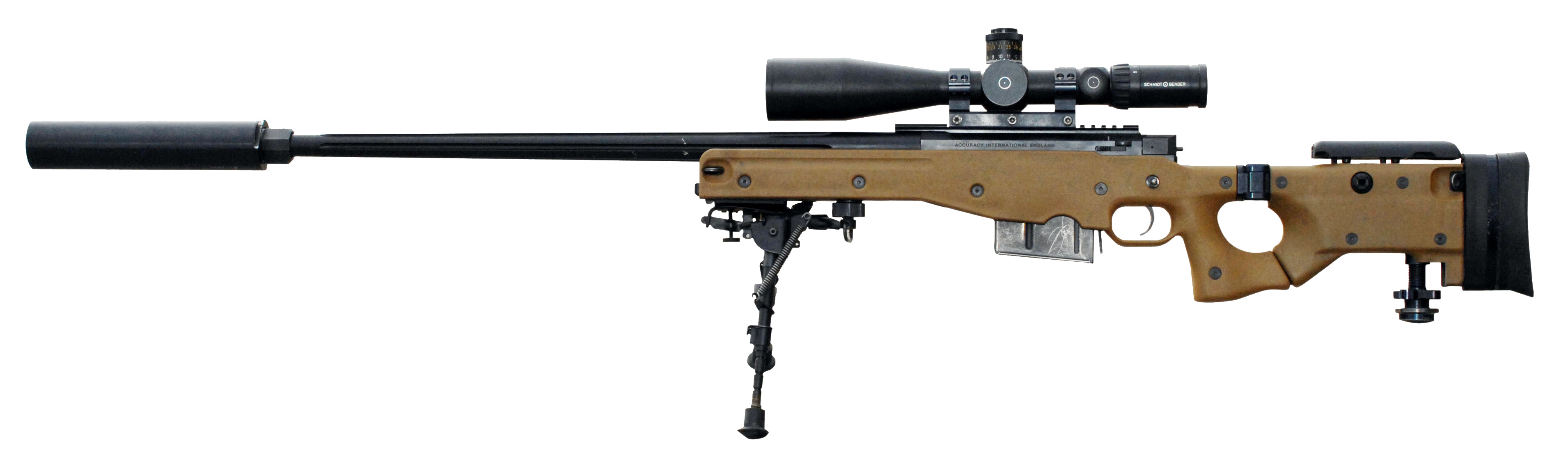
L115A3 rifle de largo alcance.

## Vida personal
Los padres de Harrison eran entrenadores de perros para la Royal Air Force (RAF). Se separaron cuando él era muy joven. Harrison era el más joven de dos hermanos. Se unió a la Household Cavalry a los 16 años, siguiendo su trayectoria en los Blues and Royals. Está casado con Tanya y tienen una hija. Después de su regreso de Afganistán en 2009 desarrolló trastorno por estrés postraumático (TEPT) y fue dado de baja del ejército en 2014. Desde ahí afirma:

Me uní al ejército a los 16 y desde que pasó todo esto me siento abandonado, completamente abandonado por mi regimiento. ... Pasé 22 años leal al regimiento, poniendo mi vida en riesgo en despliegues, y me dejaron a mi suerte. Mi fe en la gente, en las fuerzas armadas se ha ido.

El Ministerio de Defensa pagó £100,000 en compensación por revelar su identidad lo que lo pone en riesgo de ser secuestrado por partidarios de Al-Qaeda. El disparate llevó a Harrison en un estado permanente de enfermedad y por ello fue dado de baja.
Harrison escribió The Longest Kill, sobre su vida y carrera como francotirador.